# باتيا غور
باتيا غور (بالعبرية: בתיה גור‏) (20 يناير 1947، تل أبيب في إسرائيل - 19 مايو 2005، القدس في إسرائيل)؛ كاتِبة مُتخصِّصة في أدب الأطفال وروائية إسرائيلية. درست في الجامعة العبرية في القدس.

## روابط خارجية
- باتيا غور على موقع IMDb (الإنجليزية)
- باتيا غور على موقع مونزينجر (الألمانية)
- باتيا غور على موقع ديسكوغز (الإنجليزية)
- باتيا غور على موقع كينوبويسك (الروسية)